# Ponmakya Corona
Ponmakya Corona est une corona, formation géologique en forme de couronne, située sur la planète Vénus par 34,3° N et 11,8° E. Elle est localisée dans le quadrangle de Bereghinya Planitia. Elle a été nommée en référence à Ponmakya, déesse birmane (Myanmar) de la fertilité. 

## Géographie et géologie
Ponmakya Corona couvre une surface circulaire d'environ 280 km de diamètre. 